# Vecktryffel
Vecktryffel (Hydnotrya tulasnei) är en svampart som ingår i släktet vecktryfflar (Hydnotrya), familjen Discinaceae, ordningen skålsvampar och divisionen sporsäckssvampar. Den är typart för sitt släkte och ursprungligen beskriven från Europa. Arten beskrevs först av Miles Joseph Berkeley 1844, och fick sitt nu gällande namn av Berkeley och Christopher Edmund Broome 1846.
Arten ses som livskraftig i Danmark och Norge. I Sverige är arten reproducerande, men dess hotstatus är ännu ej utvärderad.